# 喜友名嗣正
喜友名嗣正（1916年4月5日—1989年6月），唐名蔡璋，是琉球族政治家。他反對琉球「復歸日本」，主張琉球獨立，或歸中華民國管轄。

## 生平
喜友名嗣正出生在美國夏威夷的檀香山，為琉球國久米村閩人三十六姓蔡堅（喜友名親雲上）的後裔，蔡氏一族祖籍為中國福建泉州府的南安縣（今福建省泉州南安市）。早年曾跟隨父親，在東南亞、塞班島等地居住過。他曾先後在琉球水產學校製造科、夏威夷火奴魯魯基督學校唸書，1933年擔任琉球水產試驗場技士。1935年，擔任美國夏威夷「實業之夏威夷」新聞社編輯。1941年5月，在琉球秘密組織琉球青年同志會，自任理事長一職。此後，他不斷往返於琉球和臺灣之間，試圖推動琉球脫離日本獨立。1943年來臺灣，擔任台灣總督府琉球疏散居民輔導員。1945年8月，琉球青年同志會更名為琉球革命同志會。
第二次世界大戰結束之後，琉球被美國託管。1947年10月26日，琉球國革命同志會向行政院院長張群請願，要求國民政府「收回琉球」。翌年國民黨中央便開始與喜友名嗣正聯繫，定期與其接觸，策劃接管琉球。1948年7月8日，喜友名嗣正申請成立「臺灣省琉球人民協會」，獲得中華民國國民政府的批准，自任該協會的理事長以及「中琉文化經濟協會」常務理事，成為在臺琉僑社團的領導人物。喜友名嗣正以琉僑領袖的身份在臺北政壇上十分活躍，並在1951年被任命為臺灣省政府參議。
喜友名嗣正堅決反對琉球「復歸日本」，主張琉球歸中華民國，否則必須獨立。他曾數度潛回琉球，進行政治活動。1958年11月，中國國民黨琉球支部的黨員正式在琉球登記成立琉球國民黨，選舉大宜味朝德（向氏）為黨首，喜友名嗣正則被推舉為副黨首兼外交部長。該政黨的意識形態與中國國民黨比較相似，奉行反共主義，支持琉球獨立。喜友名嗣正仍居住在臺灣，在臺灣設立琉球國民黨台灣支部。
1961年，喜友名嗣正以「琉球國民黨涉外部部長」的名義發表聲明，反對美國將琉球移交日本，主張琉球獨立。1967年，因與襲擊台灣省商會聯合會駐那霸辦事處的9名琉球大學中文俱樂部學生來往密切，而失去中華民國政府的支持。中華民國政府轉而起用方治主導對琉球政策，其後蔡璋離開台灣。1972年，沖繩復歸日本，喜友名嗣正回到沖繩，仍不斷發表琉球獨立的言論，但在琉球政壇影響力不大。1989年6月在沖繩逝世。著作有《琉球亡國史譚》。
《沖繩通信》的記者比嘉康文，將大濱孫良、崎間敏勝、野底武彥、新垣弓太郎、大宜味朝德和喜友名嗣正列為六位影響琉球獨立運動的重要人物。